# مبارك الكواري
مبارك شاهين مبارك البنغيث الكواري (؟؟؟؟ -2005)، ممثل قطري راحل، قدم العديد من الأعمال المسرحية والتلفزيونية، من أبرز أعماله مسلسل حكم البشر مع الكاتبة وداد الكواري والمخرج أحمد يعقوب المقلة.
حصل على درجه البكالوريوس من دوله الكويت حيث تعلم الفن والإخراج مع مجموعه من النجوم. من زملائه الذين تخرجوا معه داوود حسين ، انتصار الشراح وغيرهم

## أعماله

### المسلسلات
- فايز التوش
- حكم البشر
- الناس بيزات
- الوريث
- زهرة الجبل
- قلعة الشطار
- نأسف لهذا الخلل

### المسرحيات
- بودرياه
- من يضحك اخيرا
- رحمة والغابة المسحورة
- راس المملوك جابر
- مغرم هل الشوق